# Lamane Djigan Diouf
Pour les articles homonymes, voir Tukar, famille Diouf et Lamane.
Le lamane Djigan Diouf (également orthographié : Laman Jegan Joof, Laman Jegaan Joof, Lamane Jegaan Diouf, Laman Jegaan Juuf, etc.) était un prince sérère dont on rapporte qu'il a fondé le village sérère de Tukar – qui fait maintenant partie du Sénégal – autour du XIe siècle ou plus tôt,.
L'histoire du lamane Djigan Diouf et la fondation de Tukar ont une portée à la fois éducative et religieuse au Sénégal. Sur le plan pédagogique, ils font partie du programme national des écoles sénégalaises. Sur le plan religieux, le Festival Raan (un événement majeur dans le calendrier religieux sérère) a lieu à Tukar chaque année.

## Origines
Selon la tradition orale sérère, Djigan Diouf serait venu de Lambaye après une dispute avec son relatif, le roi de Lambaye–Baol—Teign Jinaax Jalaan Joof (ou Teeñ Jinaax Jalaan Juuf). Le désaccord portait sur la gouvernance de Lambaye et la surtaxation car Djigan Diouf, qui était aussi agriculteur et possédait beaucoup de bétail, estimait en outre payer trop d'impôts. Il décida en conséquence d'émigrer avec son frère cadet Ndik Diouf et fonda alors Tukar, un village aujourd'hui assez grand avec plusieurs hameaux dont Njujuf, Ndokh, Sob, etc. La famille Diouf régna à Tukar pendant plusieurs siècles et hérita de son ancêtre, le lamane Djigan Diouf. Le dernier lamane de Tukar en 2004 était Lamane Diaga Dibor Ndofene Diouf.Djigan Diouf appartient au matriclan « Patik », l'un des nombreux clans maternels sérères.